# Union County (Illinois)
Union County je okres ve státě Illinois v USA. K roku 2010 zde žilo 17 808 obyvatel. Správním městem okresu je Jonesboro. Celková rozloha okresu činí 1 093 km². Okres vznikl odtržením od okresu Johnson County a je pojmenován po setkáni Baptistů a Dunkardu, které se nazývá "union meeting".

## Sousední okresy
| Růžice kompasu | Perry County          | Jackson County          | Williamson County | Růžice kompasu |
| Růžice kompasu | Cape Girardeau County | Sever                   | Johnson County    | Růžice kompasu |
| Růžice kompasu | Cape Girardeau County | Union County (Illinois) | Johnson County    | Růžice kompasu |
| Růžice kompasu | Cape Girardeau County | Jih                     | Johnson County    | Růžice kompasu |
| Růžice kompasu |                       | Alexander County        | Pulaski County    | Růžice kompasu |